# 531 TCN
531 TCN là một năm trong lịch La Mã.